# Ramona-Ioana Bruynseels
Ramona-Ioana Bruynseels (neé Ramona Chirilă Lohan; n. 14 februarie 1980, Cluj-Napoca, România) este un jurist și politician român care din 2024 este membru al Camerei Deputaților.
Născută în Cluj-Napoca, Bruynseels este absolventă a Universității Harvard, Școala de Guvern John F. Kennedy, specializarea management în administrație publică. Între 2015 și mai 2019, a ocupat diverse funcții în cadrul Guvernului României, inclusiv cea de secretar de stat în Secretariatul General al Guvernului.
În 2019, a candidat la președinția României din partea Partidului Puterii Umaniste, obținând 2,7% din voturi. În 2023, s-a alăturat partidului Alianța pentru Unirea Românilor, fiind aleasă deputat în anul următor. Ca deputat, este secretar al Comisiei pentru Apărare și face parte din Comisia pentru Buget.

## Tinerețe și educație
Bruynseels s-a născut pe 14 februarie 1980, la Cluj-Napoca, municipiu din județul Cluj, în Republica Socialistă România. Bruynselles are rădăcini în Hida, județul Sălaj, de unde este mama sa. În timpul campaniei prezidențiale din 2019, Bruynseels a declarat referitor la creșterea ei:
„Sunt româncă născută la Cluj din părinți români, din bunici țărani din județul Sălaj, un om care a crescut în România, a crescut în greutăți cât am fost copil și cred că înțeleg și îmi amintesc și acum acele greutăți și asta înseamnă ceva pentru că poți să înțelegi ceea ce se întâmplă acum în mare parte din poporul român”—Ramona-Ioana Bruynseels, octombrie 2019
Între 1998 și 2002 a urmat cursurile Facultății de Drept a Universității Creștine „Dimitrie Cantemir” din Cluj‑Napoca, după care și‑a completat pregătirea cu un program de studii postuniversitare la Colegiul Național de Apărare – Academia de Înalte Studii Militare din București. Înainte de a se muta în Statele Unite, ea a locuit în Johannesburg, Africa de Sud, unde a făcut voluntariat pentru o organizație specializată în îngrijirea copiilor abandonați și infectați cu HIV.
După ce a locuit în Africa de Sud, s-a mutat în Statele Unite în 2014, unde a urmat programul de masterat în administrație publică (MPA) al Școlii de Guvernare „John F. Kennedy” din cadrul Universității Harvard, fiind distinsă cu premiile speciale Raymond Vernon și Lucius Littauer. Aflată în Statele Unite, l-a întâlnit pe vicepreședintele de atunci al SUA, Joe Biden.

## Carieră profesională
Bruynseels și-a început cariera profesională în 2002, fiind o perioadă concomitent lector de drept civil la Universitatea Creștină „Dimitrie Cantemir” din Cluj și consilier juridic la Corpul 4 Armată al MApN din zonă. Între 2005 și 2007 a fost manager relații corporate/retail în cadrul BCR, apoi consilier al Președintelui Executiv, până în 2011 
Între 2009 și 2011 a condus și Departamentul pentru Afaceri Comunitare al BCR, apoi a fost șef al Cancelariei Președintelui Excutiv al BCR. În această perioadă a lansat mai multe campanii sociale și de strângeri de fonduri, contribuind și la înființarea unei bănci de alimente, alături de Crucea Roșie. Între 2013 și 2014 a făcut voluntariat în Africa de Sud, într-un program dedicat protecției copiilor vulnerabili. În perioada mai–noiembrie 2016 a fost directorul executiv al programului RePatriot, perioadă în care a organizat primul summit RePatriot, „Împreună pentru România”.

## Carieră politică

### Activități politice timpurii
A condus Direcția Coordonare Politici și Priorități, iar între 2015 și 2016 a fost specialista în comunicare a fostului vicepremier Gabriel Oprea. Bruynseels a fost adusă inițial în Guvern de Mihai Tudose pe funcția de consilier de stat în cadrul aparatului de lucru al Guvernului. Începând din iulie 2017 a fost consilier de stat, și pe 13 noiembrie 2017, aceasta a fost numită secretar de stat în cadrul Secretariatului General al Guvernului.
Începând din iulie 2017 a fost consilier de stat și ulterior secretar de stat în cadrul Secretariatului General al Guvernului. Pe 31 ianuarie 20, a fost eliberată din funcție, iar din decembrie 2018 a fost consilier de stat în Aparatul propriu de lucru al premierului Viorica Dăncilă, până în mai 2019, când a demisionat. La referendumul constituțional din octombrie 2018 privind definiția familiei, Bruynseels a susținut „Da”.

### Campania prezidențială din 2019
În iunie 2019, Congresul Partidului Puterii Umaniste, fondat de Dan Voiculescu în 2015, a ales-o în funcția de președinte al Biroului Executiv. Totodată, cei peste 700 de delegați prezenți la congres au desemnat-o cu unanimitate de voturi candidata partidului la alegerile prezidențiale din noiembrie. Candidatura acesteia a fost promovată intens de televiziunile trustului Intact Media Group, fondat tot de Dan Voiculescu.
Pe 7 iulie 2019, Bruynseels și-a lansat oficial candidatura. Bruynseels și‑a fundamentat platforma pe lupta împotriva sistemului politic defectuos din România, despre care susținea că acționa în detrimentul intereselor cetățenilor.
Pe 3 septembrie, ea a susținut o colaborare militară mai strânsă între România și Rusia. Pe 22 septembrie , Bruynseels și-a depus, la Biroul Electoral Central, candidatura de independent la alegerile prezidențiale, împreună cu peste 280.000 de semnături. La ieșirea din instituție echipa de campanie a lui Bruynseels a dat drumul mai multor porumbei albi, semnificând „o nouă șansă pentru România”. Ea a promis că una dintre primele sale măsuri ca președinte va fi organizarea unui referendum pentru desființarea imunității politicienilor. În octombrie, ea a pledat împotriva violenței domestice asupra femeilor.
În primul tur, pe 10 noiembrie, Bruynseels a obținut 2,7 % din voturile la nivel național, iar două săptămâni mai târziu Klaus Iohannis l‑a învins pe Viorica Dăncilă în turul al doilea. Bruynseels a obținut cel mai bun rezultat în județul Hunedoara, cu 4,4 %, și cel mai slab în județul Harghita, cu 0,7 %. Campania Bruynseels nu a primit finanțare publică, strângând 800.000 de lei din fonduri private. Bruynseels nu a susținut niciun alt candidat. În august 2020, Bruynseels și Restart România se alătură organizației PMP Ilfov. În ianuarie 2022, Bruynseels i-a trimis o scrisoare deschisă ministrului economiei, Florin Spătaru.

### AUR și deputat (2023–prezent)

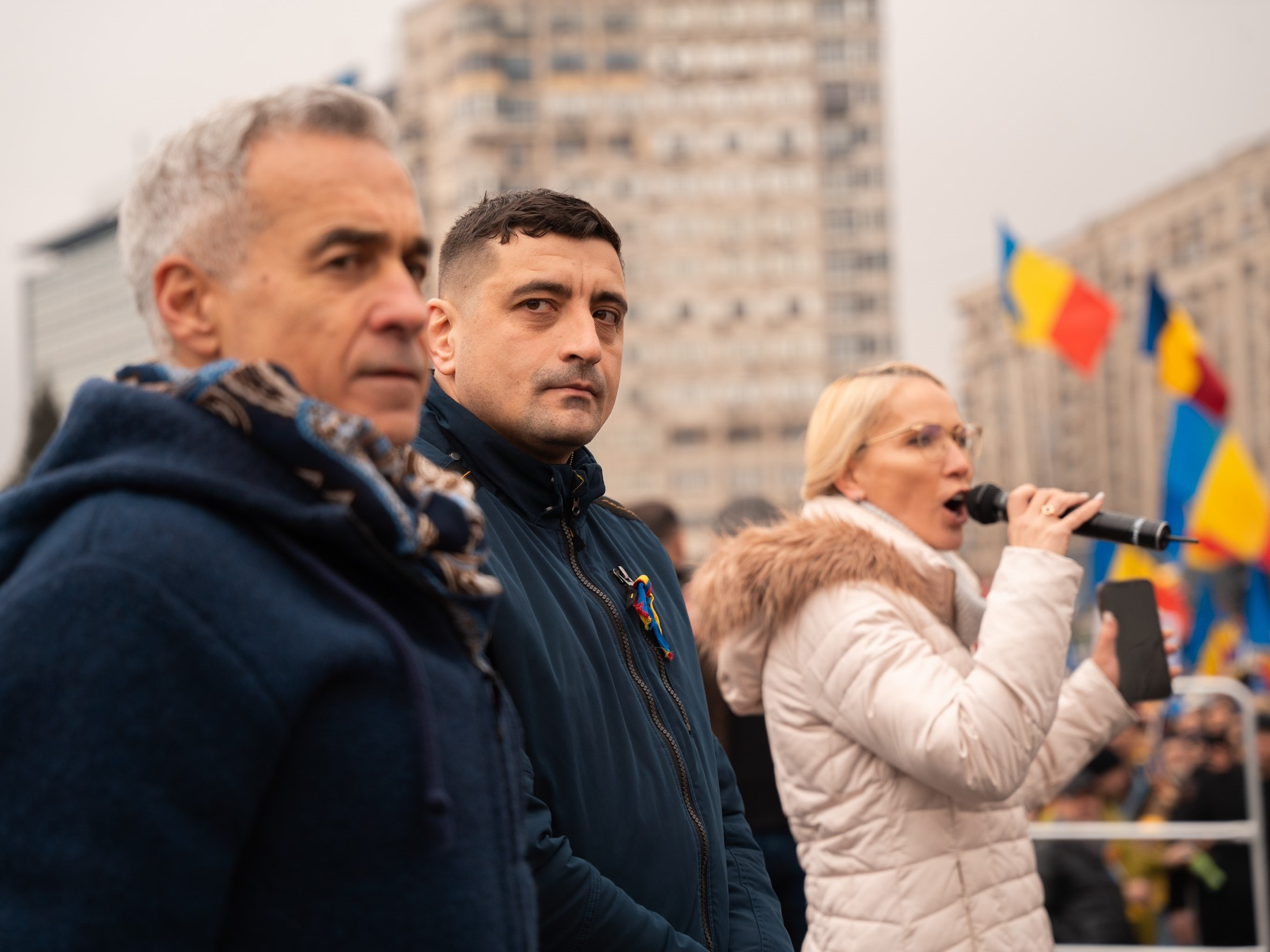
Bruynseels cu Călin Georgescu (stânga) și George Simion la un protest în București, 1 martie 2025

Pe 28 ianuarie 2023, Bruynseels și-a anunțat decizia de a se alătura partidului politic Alianța pentru Unirea Românilor (AUR), condus de George Simion. La alegerile locale din 2024 pe 9 iunie, ea a fost candidat la Primăria Sectorului 1. În august 2024, AUR a propus‑o pe Bruynseels ca viceprimar în cabinetul său la umbră.
În urma alegerilor parlamentare din 2024 pe 1 decembrie, Bruynseels a fost aleasă membru al Camerei Deputaților, în județul Cluj, preluând mandatul pe 21 decembrie. Începând cu februarie 2025, Bruynseels este și membru al Adunării Parlamentare a NATO, făcând parte din Comisia DSC. Începând din iulie 2025, Bruynseels a depus 24 de interpelări și întrebări, a luat cuvântul de 17 ori, a prezentat două declarații politice și a inițiat zece propuneri legislative și trei proiecte de hotărâre. În iulie 2025, Bruynseels a criticat măsurile fiscale anunțate de guvernul prim-ministrului Ilie Bolojan, susținând că acestea vor avea un impact profund negativ asupra pensionarilor și cetățenilor cu venituri mici.

## Viață personală
Bruynseels s-a căsătorit în 2008 cu avocatul Ioan Viorel Lohan; cuplul s-a separat în 2010, iar divorțul lor a fost finalizat în 2017. În 2018, s-a căsătorit cu bancherul belgian Dominic Bruynseels, fost director general al BCR și fost CEO al First Bank; aceștia au oficiat o ceremonie civilă la Cluj-Napoca în mai 2019, urmată de o slujbă religioasă, și au împreună două fiice.